# Pablo Gaitán
Pablo Leonel Gaitán (Capitán Bermúdez, 9 maggio 1992) è un calciatore argentino, centrocampista del Birkirkara.

## Carriera
Ha giocato nella massima serie dei campionati argentino, paraguaiano e rumeno, e nella seconda divisione argentina.